# Rien n'arrête la musique
« Can't Stop the Music » redirige ici.  Pour l'album contenant la bande originale de ce film, voir Can't Stop the Music (album). Pour la chanson-titre de ce film, voir Can't Stop the Music (chanson).
Pour plus de détails, voir Fiche technique et Distribution.
Rien n'arrête la musique (Can't Stop the Music) est un film musical américain réalisé par Nancy Walker en 1980. Il s'agit du récit romancé et fantaisiste de la naissance du groupe Village People. Échec critique et financier, le film n'a rencontré un peu de succès qu'en Australie.

## Synopsis
Jack Morell (Steve Guttenberg) est employé d'un disquaire en attendant de percer dans la musique. Il quitte son emploi, puis décide de créer un groupe avec l'aide de sa colocataire, l'ex-mannequin Samantha Simpson (Valerie Perrine). Quelques amis de leur quartier, Greenwich Village, forment l'ébauche du groupe : Felipe, David et Randy qui seront rejoints par Ray, Glenn et Alex.
Il ne reste plus à Samantha qu'à convaincre son ancien flirt le producteur Steve Waits (Paul Sand) de s'intéresser au groupe, quitte à provoquer la jalousie de son petit ami Ron (Bruce Jenner).

## Fiche technique
- Titre français : Rien n'arrête la musique
- Titre original : Can't Stop the Music
- Réalisation : Nancy Walker
- Scénario : Allan Carr et Bronte Woodard
- Musique : Jacques Morali
- Image : Bill Butler
- Costumes : Theoni V. Aldredge et Jane Greenwood
- Montage : John F. Burnett
- Pays d'origine :  États-Unis
- Langue : Anglais
- Format : Couleur - 2,35:1 - 35 mm
- Genre : Film musical, biopic
- Durée : 124 min
- Dates de sortie :
  -  États-Unis : 20 juin 1980
  -  France : 27 août 1980

## Distribution
- Steve Guttenberg : Jack Morell
- Valerie Perrine : Samantha Simpson
- Bruce Jenner : Ron White
- Paul Sand (en) : Steve Waits
- Marilyn Sokol (en) : Lulu Brecht
- Barbara Rush : Norma White
- Leigh Taylor-Young : Claudia Walters
- Paula Trueman : la femme collante

### Les Village People
- Felipe Rose : Felipe, l'indien
- Randy Jones : Randy, le cowboy
- David Hodo : David, le manœuvre
- Ray Simpson (en) : Ray, le policier
- Alex Briley : Alex, le G.I.
- Glenn Hughes : Glenn, le motard

## Autour du film
Inspiré de la véritable histoire des Village People, le film restitue la manière dont le groupe a été formé via un casting, mais prend des libertés considérables avec la réalité. Le personnage de Jack Morell est inspiré de l'un des véritables producteurs des Village People, le Français Jacques Morali. L'autre producteur français du groupe, Henri Belolo, n'est par contre pas représenté dans le film, où il est remplacé par le personnage féminin - et imaginaire - de Samantha.[réf. souhaitée]

## Récompenses et nominations
En 1980, le film est distingué par les Razzie Awards. Il remporte les prix du plus mauvais film et du plus mauvais scénario, et est nommé dans cinq autres catégories : plus mauvais acteur  (Bruce Jenner), plus mauvaise actrice (Valerie Perrine), plus mauvais second rôle féminin (Marilyn Sokol), plus mauvais réalisateur (Nancy Walker) et plus mauvaise chanson originale : (You) Can't Stop the Music.